# Muzeum Historii Fotografii „Jadernówka”
Muzeum Historii Fotografii „Jadernówka” – murowany dom w Mielcu budowany w latach 1904–06 przez fotografa Augusta Jadernego. Dawniej siedziba jego zakładu oraz mieszkanie, był miejscem spotkań lokalnego środowiska artystycznego XX-lecia międzywojennego, a w dobie okupacji hitlerowskiej punktem kontaktowym ruchu oporu. Obecnie mieści filię Muzeum Regionalnego w Mielcu.
„Jadernówka” została zaprojektowana przez Stanisława Bronisławskiego jako budynek parterowy z jednym pomieszczeniem użytkowym na poddaszu. Sam zakład fotograficzny mieścił się w altanie przylegającej do budynku, której północną ścianę oraz część dachu wykonano ze szkła, jednocześnie zapewniając możliwość regulacji oświetlenia przy użyciu rolet.
Od maja 1987 budynek pełni funkcje muzealne. Od 2002, kiedy wyprowadzono z niego główną siedzibę Muzeum Regionalnego, ekspozycje w całości poświęcone są fotografii. Kolekcja liczy ponad 5000 eksponatów i jest trzecim co do wielkości tego typu zbiorem w Polsce, a pod względem ilości samego sprzętu fotograficznego – drugim. Obejmuje ona ponad 2500 zdjęć, głównie autorstwa Augusta i Wiktora Jadernych, około 1300 negatywów, a także sprzęt fotograficzny, w tym ponad 220 starych aparatów i prasę oraz literaturę branżową.
W latach 2010–2011 obiekt został wyremontowany, odtworzono m.in. poczekalnię, altanę oraz napis „Fotograf” na kalenicy. Od stycznia 2019 roku zmieniono nazwę na Muzeum Historii Fotografii „Jadernówka”.